# Adoratrici perpetue del Santissimo Sacramento
Le adoratrici perpetue del Santissimo Sacramento (in latino: Adoratrices Perpetuae Sanctissimi Sacramenti), dette popolarmente monache sacramentine, sono religiose di voti solenni e dedite alla vita contemplativa appartenenti all'ordine fondato a Roma nel 1807 dalla beata Maria Maddalena dell'Incarnazione (1770–1824).

Emblema delle adoratrici perpetue del Santissimo Sacramento

## Storia

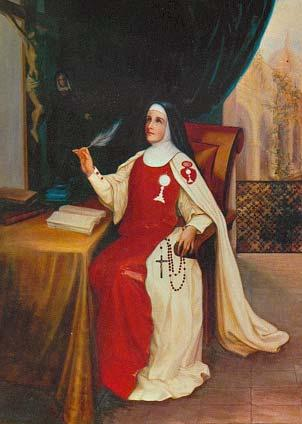
Maria Maddalena dell'Incarnazione, fondatrice dell'ordine

Già monaca francescana nell'abbazia di Ischia di Castro (Viterbo), nel 1789 madre Maria Maddalena ebbe l'ispirazione di fondare un nuovo ordine dedito esclusivamente all'adorazione eucaristica e iniziò a redigerne le costituzioni: non rivelò a nessuno i suoi progetti, e nel 1802 venne eletta badessa del monastero. Solo a questo punto, attraverso don Giovanni Antonio Baldeschi, chiese al pontefice l'autorizzazione per una nuova fondazione e reperì i fondi per finanziarla (messi a disposizione dal marchese Negrete, ambasciatore del re di Spagna Carlo IV a Lisbona)
Con il permesso di papa Pio VII, il 31 maggio 1807 Maria Maddalena dell'Incarnazione e undici sue consorelle lasciarono Ischia di Castro e l'8 luglio successivo fecero il loro ingresso nel convento dei Santi Gioacchino e Anna alle Quattro Fontane in Roma: le costituzioni redatte dalla religiosa, esaminate dal cardinal vicario Giulio Maria della Somaglia, vennero approvate dal pontefice il 2 febbraio 1808, poco prima che le truppe francesi del generale Miollis irrompessero in Quirinale.
Nel 1811 gli occupanti francesi soppressero il monastero e costrinsero madre Maria Maddalena a rifugiarsi a Porto Santo Stefano, in Toscana: poté riprendere possesso del suo monastero il 24 maggio 1814, con il ritorno di Pio VII a Roma, il quale approvò definitivamente l'ordine il 13 febbraio 1818.
Papa Benedetto XVI ha concesso che il rito di beatificazione della fondatrice avesse luogo nella basilica romana di San Giovanni in Laterano il 3 maggio 2008.

## Carisma e diffusione
Le adoratrici perpetue del santissimo Sacramento sono monache di stretta clausura: si dedicano alla continua adorazione (condotta con turno ininterrotto diurno e notturno) del santissimo Sacramento solennemente esposto sull'altare. Osservano la regola di sant'Agostino e le costituzioni proprie redatte dalla fondatrice. Il loro abito consiste in una tunica bianca con scapolare rosso e velo nero.
Al 31 dicembre 2005 all'ordine appartenevano 60 monasteri e 960 tra monache e novizie: in Italia posseggono le case di Bassano del Grappa, Cagliari, Canale d'Alba, Castellammare di Stabia, Genova, Ischia di Castro, Monza, Oristano, Roma, Seregno e Vigevano, Carpegna; Napoli, Vedana, Cartoceto; sono presenti anche in Austria, San Marino, Israele, Spagna, Cile, Messico, Stati Uniti d'America e Kenya.